# El Viso de San Juan
El Viso de San Juan es un municipio y localidad española de la provincia de Toledo, en la comunidad autónoma de Castilla-La Mancha. Linda con las poblaciones de Casarrubios del Monte, Carranque, Illescas, Cedillo del Condado, Palomeque y Chozas de Canales.

## Toponimia
El nombre del municipio está relacionado con la relación de 1576, por cuanto bastantes de los vecinos declarantes dicen... que la villa de El Viso se llamó así por estar situada en alto y que desde ella se ven muchos pueblos y tierras...
Por este motivo se considera que Viso es un nombre de origen latino castellanizado, seguramente en el siglo XIV, que significa “vista desde un alto”. 
No obstante se indica que el término Viso, es un vocablo latino castellanizado aproximadamente en el siglo XIV, y que significa vero vista.
El término "viso" deriva de un vocablo latino, castellanizado en el siglo XIV, que significa "ver" o "vista". Según se dice en un documento de 1576 "...la villa de El Viso se llamó así por estar situada en alto y que desde ella se ven muchos pueblos y tierras...".
Hasta la reforma de la nomenclatura municipal de 1916 el municipio se llamaba simplemente El Viso. En dicha fecha su nombre fue modificado por el de El Viso de San Juan.

## Demografía
Cuenta con una población de 6164 habitantes (INE 2024).
| Gráfica de evolución demográfica de El Viso de San Juan entre 1842 y 2021 |
| |
| Población de derecho según los censos de población del INE Población de hecho según los censos de población del INEEn estos censos se denominaba El Viso: 1842, 1857, 1860, 1877, 1887, 1897, 1900 y 1910 |

## Administración
| Periodo   | Nombre                      | Partido                         |
| --------- | --------------------------- | ------------------------------- |
| 1979-1983 | Valeriano Bravo Campos      | AP                              |
| 1987-1991 | Jesús Bravo Rubio           | PP                              |
| 1991-1995 | Jesús Bravo Rubio           | PP                              |
| 1995-1999 | Jesús Bravo Rubio           | PP                              |
| 1999-2003 | María Luisa Almagro Alcalde | PSOE-2 años (Moción de censura) |
| 2003-2007 | Emilio Martín Navarro       | PP                              |
| 2007-2011 | Emilio Martín Navarro       | PP                              |
| 2011-2015 | Emilio Martín Navarro       | PP                              |
| 2015-2019 | José Manuel Silgo           | PSOE-Vox-Cs                     |

## Patrimonio

Iglesia de Santa María Magdalena

A destacar el castillo de Olmos de estilo musulmán y la iglesia de Santa María Magdalena.

## Fiestas
- 22 de julio: Santa María Magdalena.
- 24 de agosto: Cristo de la Buena Muerte